# Animali meccanici
Animali meccanici (Animal Mechanicals) è una serie animata canadese per bambini di età prescolare del 2008. La serie è prodotta dalla Halifax Film, una compagnia DHX Media, in associazione con CBC Television. Le trasmissioni della serie sono iniziate in Italia il 23 dicembre 2010 su Playhouse Disney (oggi Disney Junior).

## Trama
La storia tratta le vicende di cinque animali-robot meccanici impegnati ad aiutare altri animali, in un mondo fantastico con enormi isole fluttuanti. I cinque vivono nella loro Isola, chiamata Tiger Base e a ogni chiamata del loro capo, il Gufo dell'Isola di Tiger Base, partono per la missione. Un enorme scivolo collega la loro isola a quella dove devono dirigersi.

## Doppiaggio
- Rex - Jim Fowler (originale), Giorgio Bonino (italiano)
- Komodo - Shannon Lynch (originale), Lorenzo Scattorin (italiano)
- Sasquatch - Ian McDougall (originale), Alessandro Maria D'Errico (italiano)
- Mouse - Abigail Gordon (originale), Serena Clerici (italiano)
- Unicorno - Leah Ostry (originale), Tania De Domenico (italiano)
- Gufo dell'Isola di Tiger Base - Lenore Zann (originale), Benedetta Ponticelli (italiano)

## Personaggi principali
- Rex, La potenza meccanica. Ha l'aspetto di un tirannosauro. La sua abilità meccanica consiste nel trasformarsi in una specie di ruspa e riesce a sollevare carichi molto pesanti, è di colore verde.
- Unicorno, La sfreccia meccanica. Essa è un Unicorno, possiede la capacità di trasformarsi in un Aereo a reazione ed è velocissima. Colore Rosa. Inoltre è l'unica quadrupede del gruppo.
- Komodo, Il molleccanico. Una lucertola di colore rosso, è l'intelligente del gruppo. Ha la capacità di trasformare la sua coda in un qualsiasi utensile, il suo nome deriva dal Drago di Komodo.
- Sasquatch, Il transformeccanico. Ha la forma di un bigfoot di colore blu. Riesce ad allungare le proprie gambe e braccia a dismisura, è il più generoso del gruppo e il più simpatico.
- Mouse, La meccanerapida. La più piccola del gruppo, è un topo di colore giallo. Essa si può trasformare in una motocicletta che ricorda leggermente lo stile Harley-Davidson, ed è molto veloce.
- Il Gufo dell'Isola di Tiger Base è una femmina di gufo-robot parlante uscita dall'uovo nonché il loro capo che fornisce le istruzioni sulle missioni che i cinque amici stanno per compiere con successo.

## Episodi della prima stagione
- 1.Il problema del turbo-raggio
- 2.Troppi rumori, troppi fastidi
- 3.Il castello delle mucche fantasma
- 4.Le Aerobalene: queste conosciute
- 5.Un viaggio all'Isola del Monte Dinosauro
- 6.Prossima fermata: l'Isola dei Chickadee
- 7.La gara delle Coccinelle a pallini
- 8.Nuovo appartamento per i pop-pinguini
- 9.Il puzzle dello squalo
- 10.Il concerto "campanellistico"
- 11.L'incontro con l'Elefantreno
- 12.Il Pinball degli Animali Meccanici
- 13.L'Isola delle Grugiraffe
- 14.Il mistero dei Pesci Brillanti Volanti
- 15.La caverna dei Pipistrelli Meccanici
- 16.Salviamo gli Ippo-hovercraft
- 17.Le mongolfiere vulcaniche
- 18.Aiutiamo le Libellule Meccaniche
- 19.Una voce per i Pappagalli Meccanici

## Episodi della seconda stagione
- 1.Costruiamo un ponte di ghiaccio
- 2.Lo snack di bambù dei panda
- 3.All'Isola degli Orologi a Cucù Meccanici
- 4.Occhio al Distruttore di Spazzature
- 5.La macchina delle nuvole di zucchero filato
- 6.L'Isola delle Mongolfiere
- 7.In cerca di occhiali
- 8.Ricomponiamo i pezzi del cielo
- 9.L'isola del desiderio scintillante
- 10.L'isola della meccacivetta delle nevi.
- 11.Montagne russe per i cobra
- 12.Balla con gli orsi ballerini meccanici
- 13.Le tartarughe meccaniche
- 14.Il jukebox
- 15.Dal circo con amore

## Episodi della terza stagione
- 1.La fontana delle uova di gallina
- 2.Alla ricerca di mamma orso-bulldozer
- 3.Ripariamo il telescopio
- 4.Un tesoro per gli Animali Meccanici
- 5.Chi trova il tesoro, trova l'oro
- 6.Attenzione alle bolle restringenti
- 7.Anche ai falchi-missile piacciono i meloni
- 8.Il giorno della torta dei koala
- 9.L'Isola dei Pappagalli Pittori Meccanici
- 10.I Tre Porcellini Meccanici contro il Pegosauro
- 11.Il Re dei Criceti Meccanici
- 12.I Gufi Origami
- 13.Il caso della Talpa da Golf
- 14.Giochiamo a nascondino con i criceti
- 15.Il Tesoro del Tucano Meccanico
- 16.La costruzione dei Castelli di Sabbia
- 17.Albero del tuono in riparazione
- 18.Ritorno all'Isola dei Panda Meccanici
- 19.I fuochi artificiali
- 20.Le noci di cocco meccaniche
- 21.Il mistero delle gattocopie
- 22.Il rinoceronte-campanello
- 23.Salviamo l'Isola dei Tacchini
- 24.Lo sciroppo degli scoiattoli
- 25.La gara dei Conigli da Corsa
- 26.L'ultima missione degli Animali Meccanici